# Florian Keller (Politiker)
Florian Keller (* 22. Oktober 1983 in Schaffhausen) ist ein ehemaliger Schweizer Politiker, der zehn Jahre lang Mitglied des Schaffhauser Kantonsrats war.
Keller ist Gründungsmitglied und ehemaliger Copräsident der Alternativen Liste Schaffhausen und Gründungs- und Vorstandsmitglied der Alternativen Linken. Er ist Vorstandsmitglied und seit 2010 Präsident des Gewerkschaftsbunds Schaffhausen sowie Vorstandsmitglied im Schweizerischen Verband des Personals öffentlicher Dienste (VPOD).
Nach dem Studium der Rechtswissenschaft mit dem Bachelor-Abschluss an der Universität Bern arbeitet er zurzeit als Gewerkschaftssekretär bei der UNIA in Zürich.